# La Voix des morts : La Lumière
Pour les articles homonymes, voir La Voix des morts.
Série
La Voix des morts
(2005)
Pour plus de détails, voir Fiche technique et Distribution.
La Voix des morts 2 : La Lumière, ou Interférences 2 au Québec (White Noise: The light) est un film américano-canadien de Patrick Lussier sorti en 2007. Le film se veut le prolongement du premier opus sorti en 2005 : La Voix des morts.

## Synopsis
Abe Dale tente de mettre fin à ses jours après avoir vu sa femme et son fils mourir sous les balles d'un tireur isolé dans un café. Réanimé in-extremis par les médecins, Abe après une expérience de mort imminente, se voit doté du don de double vue : il peut voir ainsi l'avenir et le destin funeste des personnes qu'il croise dans la rue.
En leur sauvant la vie, il va cependant devoir en payer le prix...

## Fiche technique
- Titre original : White Noise 2: The light
- Titres français : La Voix des morts : La Lumière
- Titre québécois : Interférences 2
- Réalisation : Patrick Lussier
- Scénario et dialogues : Matt Venne
- Costumes : Maya Mani
- Photographie : Brian Pearson
- Montage : Tom Elkins, Patrick Lussier
- Musique : Normand Corbeil
- Production : Shawn Williamson
- Distribution : Paramount Pictures TVA Films
- Budget : 10 000 000 $
- Langue : anglais
- Genre : Fantastique, horreur
- Durée : 99 minutes
- Date de sortie : 9 mai 2007 (France), 8 janvier 2008 (États-Unis)
- Sortie DVD : 6 novembre 2007

## Distribution
Note : 1er doublage version cinéma (2007) / 2e doublage version DVD (2008).
- Nathan Fillion (VF : Thierry Kazazian ; VQ : Stéphane Rivard) : Abe Dale
- Katee Sackhoff (VF : Catherine Cipan ; VQ : Mélanie Laberge) : Sherry Clarke
- Craig Fairbrass (VQ : Tristan Harvey) : Henry Caine
- Adrian Holmes (VQ : Patrick Chouinard) : Marty Bloom
- Kendall Cross (VQ : Camille Cyr-Desmarais) : Rebecca Dale
- Teryl Rothery (VF : Martine Irzenski ; VQ : Nadia Paradis) ; (VF : Dominique Lelong) : Julia Caine
- William MacDonald (VQ : François L'Écuyer) : Dr Karras
- David Milchard : Kurt
- Aaron Pearl : Stanley
- Stephen Amell : un voyou (non crédité)

 Source et légende : version française (VF) sur RS Doublage
 Source et légende : version québécoise (VQ) sur Doublage.qc.ca

## Anecdotes
- L'actrice Teryl Rothery est plus connue pour son rôle dans la série TV : Stargate SG-1, dans le rôle du médecin de la base.
- Le tournage du film a eu lieu à Vancouver en mars 2006.

## Saga La Voix des morts
- La Voix des morts, de Geoffrey Sax avec : Michael Keaton, Chandra West (2005)